# Аллоа Атлетік
«Аллоа Атлетік» (шотл. Alloa Athletic) — професійний шотландський футбольний клуб з міста Аллоа. Виступає у шотландському Чемпіоншипі як член Шотландської професійної футбольної ліги. Домашні матчі проводить на стадіоні «Рекріейшн Парк», який вміщує 3 100 глядачів.

## Історія
Клуб було створено в 1878 році як «Клекменен Каунті», але вже за рік перейменовано на «Аллоа». Назву, яка дійшла до наших днів, «Аллоа Атлетік» отримав в 1883 році. Тоді ж клуб вступив до Шотландської футбольної асоціації. До Шотландської футбольної ліги «Аллоа Атлетік» увійшов в 1921 році. 
Право виступати у вищому дивізіоні клуб завоював за підсумками сезону 1938-39, але не зміг скористатися ним, оскільки чемпіонат Шотландії було припинено у зв'язку з початком Другої світової війни.
У Кубку Шотландії «Аллоа Атлетік» вперше зіграв в 1883 році. Найкращий результат команди і цьому турнірі — чверть-фінал в сезоні 1987-88. Найкращий результат клубу в інших національних кубкових змаганнях — це два фінали в Кубку виклику: перемога в 1999-му та поразка в 2001-му.